# Azufral
Az Azufral (spanyol nevének jelentése: kénes, korábbi nevén: Chaitán) egy alvó, de fumarolaaktivitást mutató tűzhányó Kolumbiában.

## Földrajz
Az Azufral Kolumbia déli részén, a Nariño megye délkeleti térségében húzódó vulkáni lánc déli vége felé emelkedik, Túquerres település közelében. Túquerresből az onnan északra található Samaniego felé indulva, majd 7 km megtétele után balra, Corponariño irányába leágazva közelíthető meg legkönnyebben. Közelében négy község területén (Mallama, Sapuyes, Túquerres és Santacruz) több kisebb település található.
Típusa szerint rétegvulkán, kráterének átmérője körülbelül 3 km. Ebben, a nyugati oldalon található a félholdhoz hasonló alakú Zöld-tó (Laguna Verde), amely nevét vizének jellegzetes zöld színéről kapta. A tűzhányón egykori lávafolyások és piroklaszt árak nyomai figyelhetők meg, valamint nagy mennyiségű lerakódott hamu és habkő. Többhelyütt kénes fumarolák, szolfatárák működnek ma is, és időnként szeizmikus mozgások észlelhetők. Közel egy tucat lávadóm alakult ki a térségben, a legfiatalabb mintegy 3600 éves. Az Azufral kőzeteinek magasabb a szilícium-dioxid-tartalma, mint a többi kolumbiai vulkánéinak.

## Története
Történelmi feljegyzések nem ismertek a vulkán kitöréseiről, mindössze szénizotópos kormeghatározás segítségével sikerült kideríteni négy régi kitörés körülbelüli időpontját: ezek i. e. 2095, i. e. 1850., i. e. 1650. és i. e. 930. körül történhettek. 1801-ben Alexander Humboldt, 1831-ben Jean Baptiste Boussingault, majd 1869-ben Wilhelm Reiss és Alphons Stübel tudósok látogatták meg az Azufralt.

## Képek

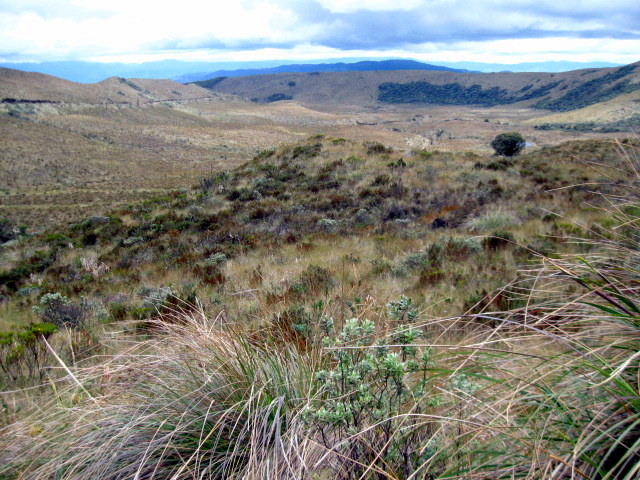
Tájkép
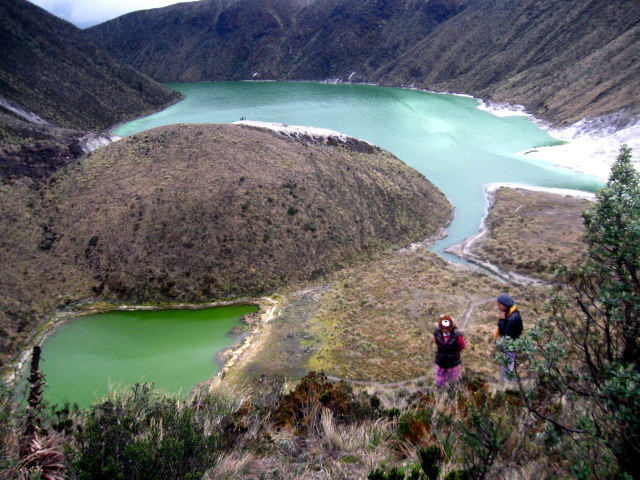
A Zöld-tó
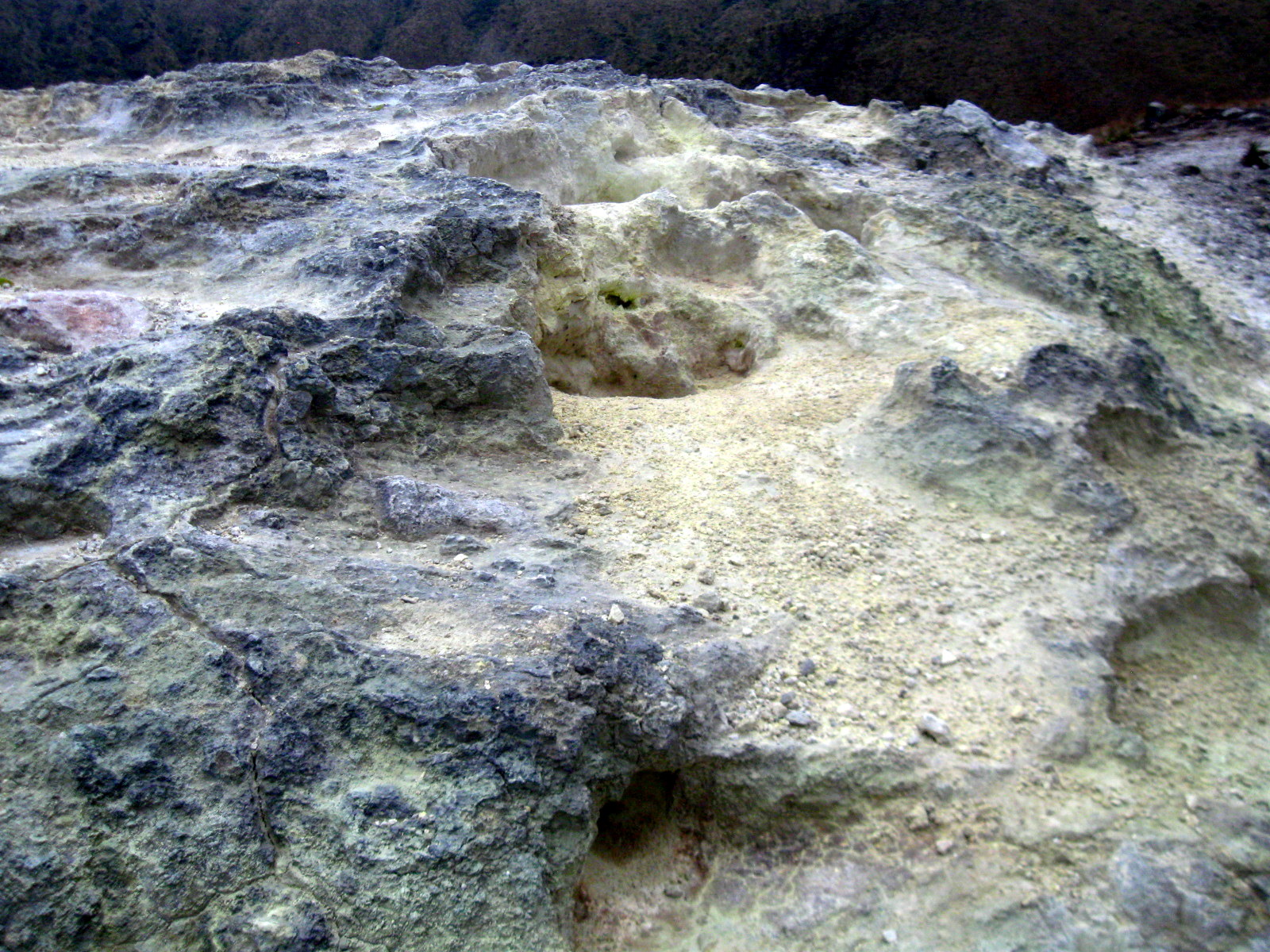
Szolfatára
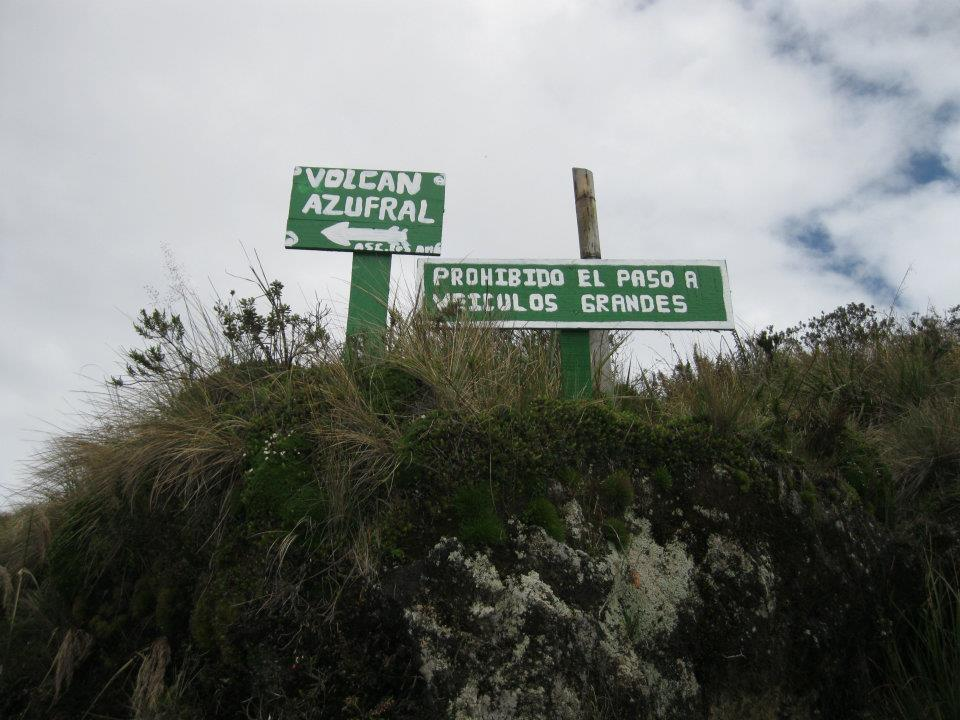
Tájékoztató táblák